# 본 슬랭
본 슬랭(Born Slang)은 2001년까지 존재했던 대한민국의 힙합 그룹이다. 멤버는 Born Kim과 Slang이었으며, 제1회 아우성 랩 페스티발에 출전해 그랑프리를 획득한 것을 계기로 이름을 알렸고, 이후 클럽 MP 오디션에 합격하면서 정식으로 힙합씬에 데뷔하였다. 이후로 계속 클럽 MP에서 활동을 이어나갔으나, 2001년 Slang의 군입대를 계기로 해체되었다.
그들의 대표곡인 Feel the Music 은 각나그네의 EP에 넋업사니, Born Kim, 각나그네가 한 버전으로 수록되어 있다.

## 곡
대표곡: Feel the Music